# Viktor Dolista
Viktor Dolista (* 6. května 1977) je bývalý český fotbalista, útočník. Po ukončení aktivní kariéry se věnuje diplomacii.

## Fotbalová kariéra
V české lize hrál za SK České Budějovice. Nastoupil v 1 ligovém utkání. V nižších soutěžích hrál za AC Sparta Praha „B“, FK Mladá Boleslav, SK Uhelné sklady Praha, v Portugalsku za CF União de Coimbra, FK Loko Vltavín, v Anglii v šesté nejvyšší soutěži za Eastbourne Borough FC, dále za AFK Hořín, FK Admira Praha a SK Motorlet Praha.

## Ligová bilance
| Ročník                            | Zápasy | Góly | Klub                  |
| --------------------------------- | ------ | ---- | --------------------- |
| Gambrinus liga 1999/2000          | 1      | 0    | SK České Budějovice   |
| 2. česká fotbalová liga 2000/2001 | 7      | 0    | FK Mladá Boleslav     |
| National League South             | -      | -    | Eastbourne Borough FC |
| CELKEM 1. česká liga              | 1      | 0    |                       |